# Sint-Jan (Kortrijk)
Sint-Jan is een wijk in de Belgische stad Kortrijk. De wijk bevindt zich ten zuidoosten van de historische binnenstad.

## Geschiedenis

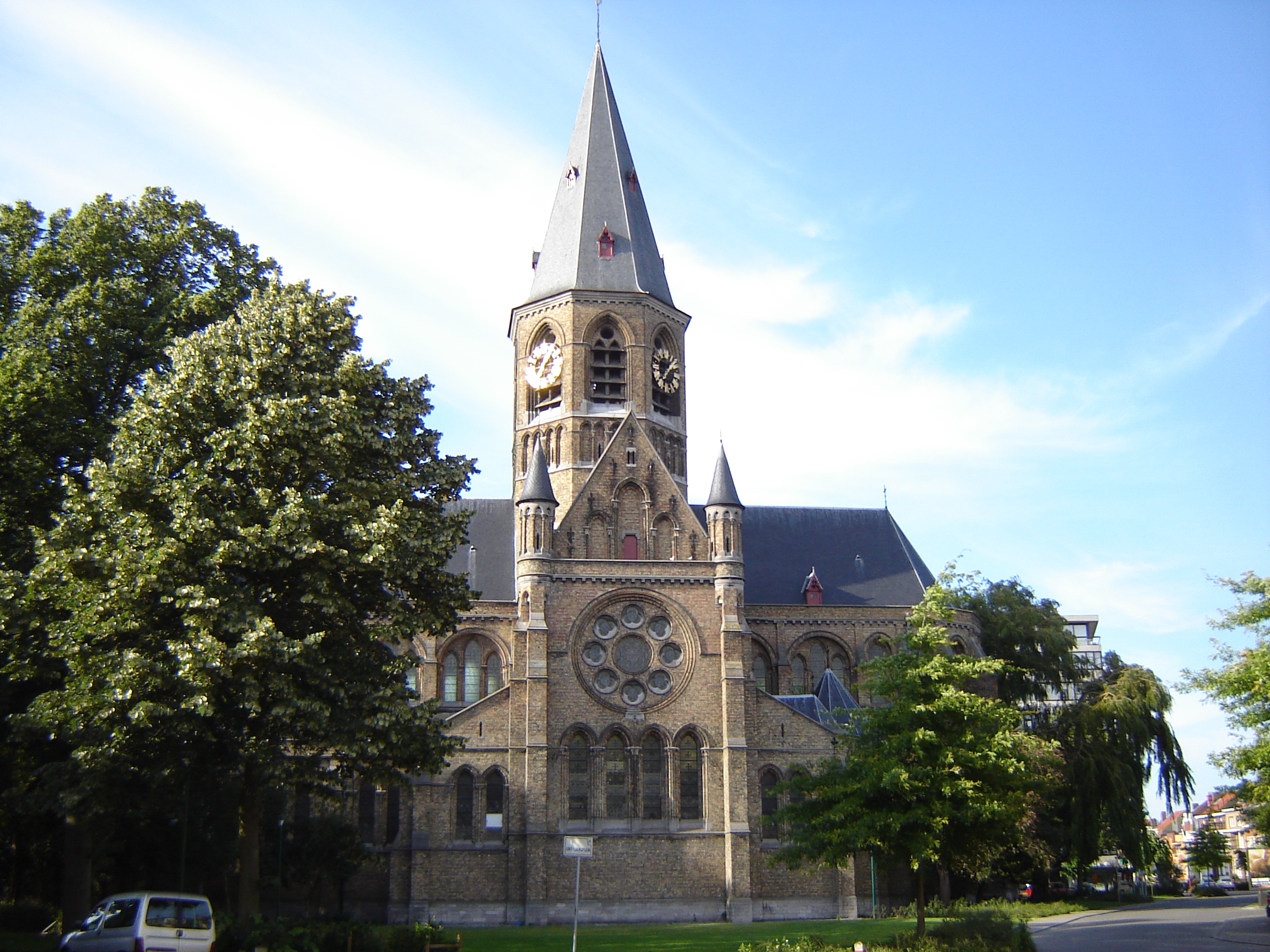
de Sint-Janskerk op het Sint-Janplein

Begin 20e eeuw werd op het slagveld van de Guldensporenslag een grote stadsuitbreiding uitgevoerd. Deze nieuwe stadswijk was hoofdzakelijk bedoeld voor de meer gegoede Kortrijkzaan. Zo woonden er op Sint-Jan vroeger veelal leidinggevende personen uit bedrijven of administratie. Hierdoor verschenen er statige herenhuizen langsheen de brede lanen. Bovendien lieten enkele rijke industriëlen er ook herenhuizen in de art-nouveau- en art-deco-stijl optrekken.
In 1906 werd de parochie Sint-Jan Baptist gesticht in de wijk Sint-Jan. De Sint-Janskerk of Sint-Jan-de-Doperkerk, naar een ontwerp van architect Jules Coomans, werd gebouwd op initiatief van het Groeningecomité. Op 29 oktober 1911 werd de kerk plechtig in gebruik genomen.

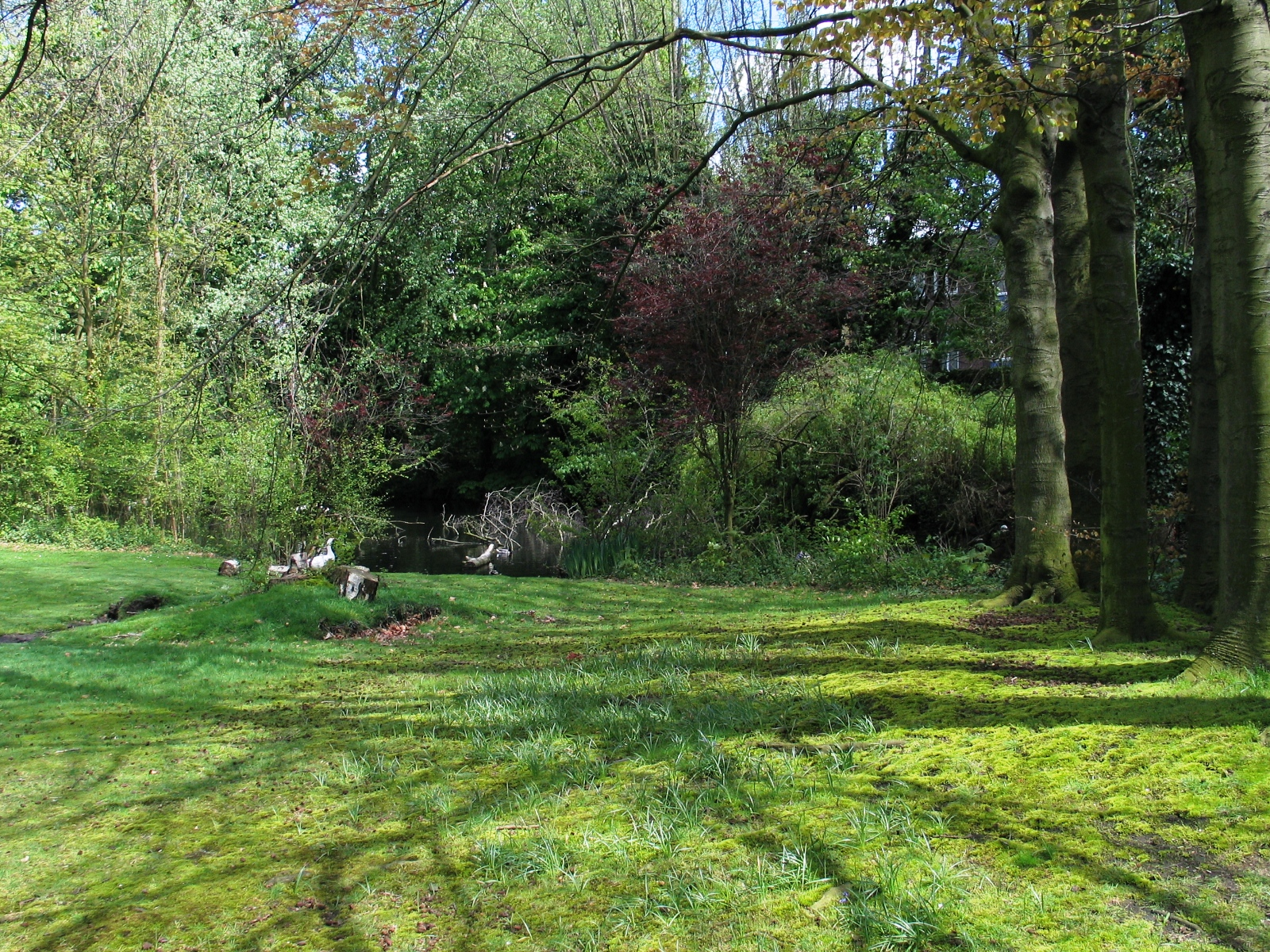
het enige resterende stuk Groenebeek

Het Sint-Jansplein vormt het centrum van de wijk. Dit plein is tevens de kern van de Sint-Janskermis. Zo werd er tijdens deze feesten op 13 juli 1930 een optocht gehouden met acht muziekverenigingen. Na de heilige mis was er verkoop van Sint-Janswafels.
Aan de noordkant van het Sint-Jansplein lag het buitengoed van Bruneel de Montpellier. In de tuin werd in 1896 door de dokters Lauwers, Roose en Depla het Sint-Antoniusziekenhuis opgericht. De zusters van het Heilig-Hartziekenhuis stonden hen tot in 1922 bij. De twee woningen aan het Sint-Jansplein dateren van 1932. Vanaf 1978 werden er in het ziekenhuis geen patiënten meer opgenomen. Op 12 mei 1979 werd er het rustoord Dr. Emiel Lauwers officieel geopend. In de tuin van dit domein, kant Graaf Gwijde van Namenstraat, ligt een vijvertje, een van de laatste overblijfsels van de historische Groeningebeek, die van daar langs de Blaasbalg naar de Leie vloeide. In 1936 werd de beek vervangen door een gemetselde collector van 600m, die van de Theodoor Sevenslaan onder de spoorweg, het Prinses Marie-Joséplein en de Jan Breydellaan naar de Groeningelaan loopt.
Nu is de buurt een multiculturele buurt geworden, met veel contrast tussen goedkopere en duurdere woningen.